# Stade rennais FC en Coupe de la Ligue
Cette page présente l'historique saison par saison du Stade rennais FC en Coupe de la Ligue. Le club n'a jamais fait mieux qu'une finale en 2013. En 25 participations, il a été éliminé 8 fois dès les seizièmes de finale.

## Tableau récapitulatif

### Saison 1994-1995
| N°                 | Tour                | Match                                     | Score                                |
| ------------------ | ------------------- | ----------------------------------------- | ------------------------------------ |
| 1                  | Seizièmes de finale | Stade rennais FC - CS Sedan Ardennes (D2) | 1 - 0                                |
| 2                  | Huitième de finale  | LB Châteauroux (D2) - Stade rennais UC    | 1 - 1 4 t.a.b 3                      |
| Finale / Vainqueur | Finale / Vainqueur  | Paris Saint-Germain 2 - 0 SC Bastia,      | Paris Saint-Germain 2 - 0 SC Bastia, |

### Saison 1995-1996
| N°                 | Tour                | Match                                       | Score                                      |
| ------------------ | ------------------- | ------------------------------------------- | ------------------------------------------ |
| 3                  | Seizièmes de finale | Stade rennais FC - Louhans-Cuiseaux FC (D2) | 2 - 0                                      |
| 4                  | Huitième de finale  | Stade rennais FC - Le Havre AC (D1)         | 2 - 4                                      |
| Finale / Vainqueur | Finale / Vainqueur  | FC Metz 0 (5 t.a.b 4) 0 Olympique lyonnais  | FC Metz 0 (5 t.a.b 4) 0 Olympique lyonnais |

### Saison 1996-1997
| N°                 | Tour                | Match                                               | Score                                               |
| ------------------ | ------------------- | --------------------------------------------------- | --------------------------------------------------- |
| 5                  | Seizièmes de finale | Stade rennais FC - Le Havre AC (D1)                 | 1 - 0                                               |
| 6                  | Huitième de finale  | Stade rennais FC - Olympique lyonnais (D1)          | 4 - 3                                               |
| 7                  | Quarts de finale    | Montpellier HSC (D1) - Stade rennais FC             | 2 - 1ap                                             |
| Finale / Vainqueur | Finale / Vainqueur  | RC Strasbourg 0 (7 t.a.b 6) 0 Girondins de Bordeaux | RC Strasbourg 0 (7 t.a.b 6) 0 Girondins de Bordeaux |

### Saison 1997-1998
| N°                 | Tour                | Match                                                     | Score                                                     |
| ------------------ | ------------------- | --------------------------------------------------------- | --------------------------------------------------------- |
| 8                  | Seizièmes de finale | RC Lens (D1) - Stade rennais FC                           | 1 - 0                                                     |
| Finale / Vainqueur | Finale / Vainqueur  | Paris Saint-Germain 2 (4 t.a.b 2) 2 Girondins de Bordeaux | Paris Saint-Germain 2 (4 t.a.b 2) 2 Girondins de Bordeaux |

### Saison 1998-1999
| N°                 | Tour                | Match                                   | Score                 |
| ------------------ | ------------------- | --------------------------------------- | --------------------- |
| 9                  | Seizièmes de finale | Stade lavallois (D2) - Stade rennais FC | 0 - 1                 |
| 10                 | Huitième de finale  | Stade rennais FC - ES Troyes AC (D1)    | 4 - 0                 |
| 11                 | Quarts de finale    | Stade rennais FC - RC Lens (D1)         | 0 - 1                 |
| Finale / Vainqueur | Finale / Vainqueur  | RC Lens 1 - 0 FC Metz                   | RC Lens 1 - 0 FC Metz |

### Saison 1999-2000
| N°                 | Tour                | Match                                          | Score                                 |
| ------------------ | ------------------- | ---------------------------------------------- | ------------------------------------- |
| 12                 | Seizièmes de finale | FC Sochaux-Montbéliard (D2) - Stade rennais FC | 2 - 0                                 |
| Finale / Vainqueur | Finale / Vainqueur  | FC Gueugnon 2 - 0 Paris Saint-Germain          | FC Gueugnon 2 - 0 Paris Saint-Germain |

### Saison 2000-2001
| N°                 | Tour                | Match                                | Score                                |
| ------------------ | ------------------- | ------------------------------------ | ------------------------------------ |
| 13                 | Seizièmes de finale | Stade rennais FC - FC Nantes (D1)    | 2 - 4ap                              |
| Finale / Vainqueur | Finale / Vainqueur  | Olympique lyonnais 2 - 1ap AS Monaco | Olympique lyonnais 2 - 1ap AS Monaco |

### Saison 2001-2002
| N°                 | Tour                | Match                                        | Score                                  |
| ------------------ | ------------------- | -------------------------------------------- | -------------------------------------- |
| 14                 | Seizièmes de finale | Stade rennais FC - US Créteil-Lusitanos (D2) | 3 - 1                                  |
| 15                 | Huitième de finale  | Stade rennais FC - Le Havre AC (D2)          | 2 - 0                                  |
| 16                 | Quarts de finale    | Stade rennais FC - RC Strasbourg (D2)        | 3 - 2                                  |
| 17                 | Demi-finales        | FC Lorient (D1) - Stade rennais FC           | 1 - 0                                  |
| Finale / Vainqueur | Finale / Vainqueur  | Girondins de Bordeaux 3 - 0 FC Lorient       | Girondins de Bordeaux 3 - 0 FC Lorient |

### Saison 2002-2003
| N°                 | Tour                | Match                                  | Score                                  |
| ------------------ | ------------------- | -------------------------------------- | -------------------------------------- |
| 18                 | Seizièmes de finale | FC Gueugnon (L2) - Stade rennais FC    | 1 - 1 5 t.a.b 4                        |
| Finale / Vainqueur | Finale / Vainqueur  | AS Monaco 4 - 1 FC Sochaux-Montbéliard | AS Monaco 4 - 1 FC Sochaux-Montbéliard |

### Saison 2003-2004
| N°                 | Tour                | Match                                            | Score                                            |
| ------------------ | ------------------- | ------------------------------------------------ | ------------------------------------------------ |
| 19                 | Seizièmes de finale | AJ Auxerre (L1) - Stade rennais FC               | 1 - 0                                            |
| Finale / Vainqueur | Finale / Vainqueur  | FC Sochaux-Montbéliard 1 (5 t.a.b 4) 1 FC Nantes | FC Sochaux-Montbéliard 1 (5 t.a.b 4) 1 FC Nantes |

### Saison 2004-2005
| N°                 | Tour                | Match                              | Score                       |
| ------------------ | ------------------- | ---------------------------------- | --------------------------- |
| 20                 | Seizièmes de finale | Stade rennais FC - AJ Auxerre (L1) | 1 - 1 3 t.a.b 5             |
| Finale / Vainqueur | Finale / Vainqueur  | RC Strasbourg 2 - 1 SM Caen        | RC Strasbourg 2 - 1 SM Caen |

### Saison 2005-2006
| N°                 | Tour                | Match                              | Score                            |
| ------------------ | ------------------- | ---------------------------------- | -------------------------------- |
| 21                 | Seizièmes de finale | AJ Auxerre (L2) - Stade rennais FC | 1 - 0                            |
| Finale / Vainqueur | Finale / Vainqueur  | AS Nancy-Lorraine 2 - 1 OGC Nice   | AS Nancy-Lorraine 2 - 1 OGC Nice |

### Saison 2006-2007
| N°                 | Tour                | Match                                            | Score                                          |
| ------------------ | ------------------- | ------------------------------------------------ | ---------------------------------------------- |
| 22                 | Seizièmes de finale | Stade rennais FC - FC Libourne-Saint-Seurin (L2) | 2 - 1                                          |
| 23                 | Huitième de finale  | LOSC Lille (L1) - Stade rennais FC               | 0 - 2ap                                        |
| 24                 | Quarts de finale    | Stade rennais FC - Stade de Reims (L2)           | 1 - 0                                          |
| Finale / Vainqueur | Finale / Vainqueur  | Girondins de Bordeaux 1 - 0 Olympique lyonnais   | Girondins de Bordeaux 1 - 0 Olympique lyonnais |

### Saison 2007-2008
| N°                 | Tour                | Match                                    | Score                             |
| ------------------ | ------------------- | ---------------------------------------- | --------------------------------- |
| 25                 | Seizièmes de finale | Clermont Foot 63 (L2) - Stade rennais FC | 0 - 1ap                           |
| 26                 | Huitième de finale  | Stade rennais FC - Valenciennes FC (L1)  | 0 - 2                             |
| Finale / Vainqueur | Finale / Vainqueur  | Paris Saint-Germain 2 - 1 RC Lens        | Paris Saint-Germain 2 - 1 RC Lens |

### Saison 2008-2009
| N°                 | Tour                | Match                                 | Score                                 |
| ------------------ | ------------------- | ------------------------------------- | ------------------------------------- |
| 27                 | Seizièmes de finale | Stade rennais FC - Le Mans FC (L1)    | 2 - 2 4 t.a.b 3                       |
| 28                 | Huitième de finale  | Le Havre AC (L1) - Stade rennais FC   | 2 - 1                                 |
| Finale / Vainqueur | Finale / Vainqueur  | Girondins de Bordeaux 4 - 0 Vannes OC | Girondins de Bordeaux 4 - 0 Vannes OC |

### Saison 2009-2010
| N°                 | Tour                | Match                                              | Score                                              |
| ------------------ | ------------------- | -------------------------------------------------- | -------------------------------------------------- |
| 29                 | Seizièmes de finale | Stade rennais FC - FC Sochaux-Montbéliard (L1)     | 2 - 1                                              |
| 30                 | Huitième de finale  | LOSC Lille (L1) - Stade rennais FC                 | 3 - 1ap                                            |
| Finale / Vainqueur | Finale / Vainqueur  | Olympique de Marseille 3 - 1 Girondins de Bordeaux | Olympique de Marseille 3 - 1 Girondins de Bordeaux |

### Saison 2010-2011
| N°                 | Tour                | Match                                        | Score                                        |
| ------------------ | ------------------- | -------------------------------------------- | -------------------------------------------- |
| 31                 | Seizièmes de finale | EA Guingamp (N) - Stade rennais FC           | 3 - 1                                        |
| Finale / Vainqueur | Finale / Vainqueur  | Olympique de Marseille 1 - 0 Montpellier HSC | Olympique de Marseille 1 - 0 Montpellier HSC |

### Saison 2011-2012
| N°                 | Tour               | Match                                             | Score                                             |
| ------------------ | ------------------ | ------------------------------------------------- | ------------------------------------------------- |
| 32                 | Huitième de finale | Le Mans FC (L2) - Stade rennais FC                | 0 - 0 4 t.a.b 1                                   |
| Finale / Vainqueur | Finale / Vainqueur | Olympique de Marseille 1 - 0ap Olympique lyonnais | Olympique de Marseille 1 - 0ap Olympique lyonnais |

### Saison 2012-2013
| N° | Tour                | Match                                     | Score |
| -- | ------------------- | ----------------------------------------- | ----- |
| 33 | Seizièmes de finale | Stade rennais FC - AS Nancy-Lorraine (L1) | 3 - 2 |
| 34 | Huitième de finale  | Stade rennais FC - AC Arles-Avignon (L2)  | 1 - 0 |
| 35 | Quarts de finale    | Stade rennais FC - ES Troyes AC (L1)      | 2 - 1 |
| 36 | Demi-finales        | Stade rennais FC - Montpellier HSC (L1)   | 2 - 0 |
| 37 | Finale / Vainqueur  | AS Saint-Étienne (L1) - Stade rennais FC  | 1 - 0 |

### Saison 2013-2014
| N°                 | Tour                | Match                                         | Score                                        |
| ------------------ | ------------------- | --------------------------------------------- | -------------------------------------------- |
| 38                 | Seizièmes de finale | Stade rennais FC - AS Nancy-Lorraine (L1)     | 2 - 1ap                                      |
| 39                 | Huitième de finale  | Stade rennais FC - Girondins de Bordeaux (L1) | 1 - 2                                        |
| Finale / Vainqueur | Finale / Vainqueur  | Paris Saint-Germain 2 - 1 Olympique lyonnais  | Paris Saint-Germain 2 - 1 Olympique lyonnais |

### Saison 2014-2015
| N°                 | Tour                | Match                                          | Score                               |
| ------------------ | ------------------- | ---------------------------------------------- | ----------------------------------- |
| 40                 | Seizièmes de finale | Stade rennais FC - Olympique de Marseille (L1) | 2 - 1                               |
| 41                 | Huitième de finale  | Stade rennais FC - LOSC Lille (L2)             | 1 - 0                               |
| 42                 | Quarts de finale    | SC Bastia (L1) - Stade rennais FC              | 3 - 1                               |
| Finale / Vainqueur | Finale / Vainqueur  | Paris Saint-Germain 4 - 0 SC Bastia            | Paris Saint-Germain 4 - 0 SC Bastia |

### Saison 2015-2016
| N°                 | Tour                | Match                                | Score                                |
| ------------------ | ------------------- | ------------------------------------ | ------------------------------------ |
| 43                 | Seizièmes de finale | SC Bastia (L1) - Stade rennais FC    | 0 - 1                                |
| 44                 | Huitième de finale  | Stade rennais FC - Toulouse FC (L1)  | 1 - 3                                |
| Finale / Vainqueur | Finale / Vainqueur  | Paris Saint-Germain 2 - 1 LOSC Lille | Paris Saint-Germain 2 - 1 LOSC Lille |

### Saison 2016-2017
| N°                 | Tour                | Match                               | Score                               |
| ------------------ | ------------------- | ----------------------------------- | ----------------------------------- |
| 45                 | Seizièmes de finale | Stade rennais FC - FC Lorient (L1)  | 3 - 2                               |
| 46                 | Huitième de finale  | AS Monaco (L1) - Stade rennais FC   | 7 - 0                               |
| Finale / Vainqueur | Finale / Vainqueur  | Paris Saint-Germain 4 - 1 AS Monaco | Paris Saint-Germain 4 - 1 AS Monaco |

### Saison 2017-2018
| N°                 | Tour                | Match                                          | Score                               |
| ------------------ | ------------------- | ---------------------------------------------- | ----------------------------------- |
| 47                 | Seizièmes de finale | Dijon FCO (L1) - Stade rennais FC              | 1 - 2                               |
| 48                 | Huitième de finale  | Stade rennais FC - Olympique de Marseille (L1) | 2 - 2 4 t.a.b 3                     |
| 49                 | Quarts de finale    | Stade rennais FC - Toulouse FC (L1)            | 4 - 2                               |
| 50                 | Demi-finales        | Stade rennais FC - Paris Saint-Germain (L1)    | 2 - 3                               |
| Finale / Vainqueur | Finale / Vainqueur  | Paris Saint-Germain 3 - 0 AS Monaco            | Paris Saint-Germain 3 - 0 AS Monaco |

### Saison 2018-2019
| N°                 | Tour               | Match                                     | Score                                     |
| ------------------ | ------------------ | ----------------------------------------- | ----------------------------------------- |
| 51                 | Huitième de finale | Stade rennais FC - FC Nantes (L1)         | 2 - 1                                     |
| 52                 | Quarts de finale   | AS Monaco (L1) - Stade rennais FC         | 1 - 1 8 t.a.b 7                           |
| Finale / Vainqueur | Finale / Vainqueur | RC Strasbourg 0 (4 t.a.b 1) 0 EA Guingamp | RC Strasbourg 0 (4 t.a.b 1) 0 EA Guingamp |

### Saison 2019-2020
| N°                 | Tour               | Match                                                  | Score                                                  |
| ------------------ | ------------------ | ------------------------------------------------------ | ------------------------------------------------------ |
| 53                 | Huitième de finale | Amiens SC (L1) - Stade rennais FC                      | 3 - 2                                                  |
| Finale / Vainqueur | Finale / Vainqueur | Paris Saint-Germain 0 (6 t.a.b 5) 0 Olympique lyonnais | Paris Saint-Germain 0 (6 t.a.b 5) 0 Olympique lyonnais |

## Statistiques

### Meilleurs buteurs
Les joueurs évoluant actuellement au Stade rennais FC sont inscrits en caractères gras.
Mise à jour après Amiens - Rennes le 18 décembre 2019.
| Rang | Joueur              | Nationalité        | Année au club       | Buts |
| ---- | ------------------- | ------------------ | ------------------- | ---- |
| 1    | Adrien Hunou        | France             | 2013-2021           | 5    |
| 1    | Sylvain Wiltord     | France             | 1993-1997 2007-2009 | 5    |
| 3    | Stéphane Guivarc'h  | France             | 1996-1997           | 3    |
| 3    | Mevlüt Erdinç       | Turquie            | 2012-2013           | 3    |
| 3    | Romain Alessandrini | France             | 2012-2014           | 3    |
| 3    | Benjamin Bourigeaud | France             | 2017-               | 3    |
| 7    | Shabani Nonda       | Rép. dém. du Congo | 1998-2000           | 2    |
| 7    | Olivier Echouafni   | France             | 2000-2003           | 2    |
| 7    | Severino Lucas      | Brésil             | 2000-2003           | 2    |
| 7    | Frédéric Piquionne  | France             | 2001-2004           | 2    |
| 7    | Moussa Sow          | France             | 2004-2010           | 2    |
| 7    | Jirès Kembo Ekoko   | France             | 2006-2012           | 2    |
| 7    | Abdoulaye Doucouré  | France             | 2013-2016           | 2    |
| 7    | Sylvain Armand      | France             | 2013-2017           | 2    |
| 7    | Pedro Henrique      | Brésil             | 2014-2017           | 2    |
| 7    | Wahbi Khazri        | Tunisie            | 2017 2018           | 2    |

### Joueurs ayant le plus joué
| Rang | Joueur                | Nationalité | Année au club       | Matchs |
| ---- | --------------------- | ----------- | ------------------- | ------ |
| 1    | Romain Danzé          | France      | 2006-2019           | 12     |
| 2    | Olivier Sorlin        | France      | 2001-2005 2006-2009 | 11     |
| 3    | Benjamin André        | France      | 2014-2019           | 10     |
| 4    | Sylvain Wiltord       | France      | 1993-1997 2007-2009 | 9      |
| 4    | Jimmy Briand          | France      | 2003-2010           | 9      |
| 4    | Benoît Costil         | France      | 2011-2017           | 9      |
| 7    | Stéphane Grégoire     | France      | 1997-2002           | 8      |
| 7    | Anthony Réveillère    | France      | 1998-2003           | 8      |
| 7    | Dominique Arribagé    | France      | 1998-2004           | 8      |
| 7    | Jean-Armel Kana-Biyik | Cameroun    | 2010-2015           | 8      |
| 7    | Julien Féret          | France      | 2011-2014           | 8      |
| 7    | Adrien Hunou          | France      | 2013-2021           | 8      |

### Adversaires
| Club                       | Match                | Match                | Match                | Match                | Match                | Match                | Match                |
| Club                       | M                    | V                    | N                    | D                    | BP                   | BC                   | DIFF                 |
| Auvergne-Rhône-Alpes       | Auvergne-Rhône-Alpes | Auvergne-Rhône-Alpes | Auvergne-Rhône-Alpes | Auvergne-Rhône-Alpes | Auvergne-Rhône-Alpes | Auvergne-Rhône-Alpes | Auvergne-Rhône-Alpes |
| -------------------------- | -------------------- | -------------------- | -------------------- | -------------------- | -------------------- | -------------------- | -------------------- |
| Clermont Foot 63           | 1                    | 1                    | 0                    | 0                    | 1                    | 0                    | +1                   |
| Olympique lyonnais         | 1                    | 1                    | 0                    | 0                    | 4                    | 3                    | +1                   |
| AS Saint-Étienne           | 1                    | 0                    | 0                    | 1                    | 0                    | 1                    | -1                   |
| Bourgogne-Franche-Comté    |                      |                      |                      |                      |                      |                      |                      |
| AJ Auxerre                 | 2                    | 0                    | 1                    | 1                    | 1                    | 2                    | -1                   |
| Dijon FCO                  | 1                    | 1                    | 0                    | 0                    | 2                    | 1                    | +1                   |
| FC Gueugnon                | 1                    | 0                    | 1                    | 0                    | 1                    | 1                    | 0                    |
| Louhans-Cuiseaux FC        | 1                    | 1                    | 0                    | 0                    | 2                    | 0                    | +2                   |
| FC Sochaux-Montbéliard     | 2                    | 1                    | 0                    | 1                    | 2                    | 3                    | -1                   |
| Bretagne                   |                      |                      |                      |                      |                      |                      |                      |
| EA Guingamp                | 1                    | 0                    | 0                    | 1                    | 1                    | 3                    | -2                   |
| FC Lorient                 | 2                    | 1                    | 0                    | 1                    | 3                    | 3                    | 0                    |
| Centre-Val de Loire        |                      |                      |                      |                      |                      |                      |                      |
| LB Châteauroux             | 1                    | 0                    | 1                    | 0                    | 1                    | 1                    | 0                    |
| Corse                      |                      |                      |                      |                      |                      |                      |                      |
| SC Bastia                  | 2                    | 1                    | 0                    | 1                    | 2                    | 3                    | -1                   |
| Grand Est                  |                      |                      |                      |                      |                      |                      |                      |
| AS Nancy-Lorraine          | 2                    | 2                    | 0                    | 0                    | 5                    | 3                    | +2                   |
| Stade de Reims             | 1                    | 0                    | 0                    | 1                    | 0                    | 1                    | -1                   |
| CS Sedan Ardennes          | 1                    | 1                    | 0                    | 0                    | 1                    | 0                    | +1                   |
| RC Strasbourg Alsace       | 1                    | 1                    | 0                    | 0                    | 3                    | 2                    | +1                   |
| ESTAC Troyes               | 2                    | 2                    | 0                    | 0                    | 6                    | 1                    | +5                   |
| Hauts-de-France            |                      |                      |                      |                      |                      |                      |                      |
| Amiens SC                  | 1                    | 0                    | 0                    | 1                    | 2                    | 3                    | -1                   |
| RC Lens                    | 2                    | 0                    | 0                    | 2                    | 0                    | 2                    | -2                   |
| LOSC Lille                 | 2                    | 1                    | 0                    | 1                    | 3                    | 3                    | 0                    |
| Valenciennes FC            | 1                    | 0                    | 0                    | 1                    | 0                    | 2                    | -2                   |
| Île-de-France              |                      |                      |                      |                      |                      |                      |                      |
| US Créteil-Lusitanos       | 2                    | 2                    | 0                    | 0                    | 4                    | 1                    | +3                   |
| Paris Saint-Germain        | 1                    | 0                    | 0                    | 1                    | 2                    | 3                    | -1                   |
| Normandie                  |                      |                      |                      |                      |                      |                      |                      |
| Le Havre AC                | 4                    | 2                    | 0                    | 2                    | 6                    | 6                    | 0                    |
| Nouvelle-Aquitaine         |                      |                      |                      |                      |                      |                      |                      |
| FC Girondins de Bordeaux   | 1                    | 0                    | 0                    | 1                    | 1                    | 2                    | -1                   |
| FC Libourne                | 1                    | 1                    | 0                    | 0                    | 2                    | 1                    | +1                   |
| Occitanie                  |                      |                      |                      |                      |                      |                      |                      |
| Montpellier HSC            | 3                    | 1                    | 0                    | 2                    | 3                    | 3                    | 0                    |
| Toulouse FC                | 2                    | 1                    | 0                    | 1                    | 5                    | 5                    | 0                    |
| Pays de la Loire           |                      |                      |                      |                      |                      |                      |                      |
| Stade lavallois            | 1                    | 1                    | 0                    | 0                    | 1                    | 0                    | +1                   |
| Le Mans FC                 | 2                    | 0                    | 2                    | 0                    | 2                    | 2                    | 0                    |
| FC Nantes                  | 2                    | 1                    | 0                    | 1                    | 4                    | 5                    | -1                   |
| Provence-Alpes-Côte d'Azur |                      |                      |                      |                      |                      |                      |                      |
| Arles-Avignon              | 1                    | 1                    | 0                    | 0                    | 1                    | 0                    | +1                   |
| Olympique de Marseille     | 2                    | 1                    | 1                    | 0                    | 4                    | 3                    | +1                   |
| AS Monaco                  | 2                    | 0                    | 1                    | 1                    | 1                    | 8                    | -7                   |
| Total                      | 53                   | 25                   | 7                    | 21                   | 76                   | 77                   | -1                   |

### Localisations des clubs
| Légende                                                           |
| 1/16 de finale 1/8 de finale Quarts de finale Demi-finales Finale |

### Ensemble des matchs
Les tirs au but ne sont pas pris en compte.
| Tour           | Match joué | Victoire | Nul | Défaite | But Pour | But Contre | Diff. |
| -------------- | ---------- | -------- | --- | ------- | -------- | ---------- | ----- |
| 1/16 de finale | 23         | 14       | 3   | 6       | 32       | 26         | +6    |
| 1/8 de finale  | 18         | 7        | 3   | 8       | 27       | 33         | -6    |
| 1/4 de finale  | 8          | 3        | 1   | 4       | 12       | 13         | -1    |
| Demi-finale    | 3          | 1        | 0   | 2       | 4        | 4          | 0     |
| Finale         | 1          | 0        | 0   | 1       | 0        | 1          | -1    |
| Total          | 53         | 25       | 7   | 21      | 76       | 77         | -1    |